# Callionymus sublaevis
Callionymus sublaevis es una especie de peces de la familia Callionymidae en el orden de los Perciformes.

## Distribución geográfica
Se encuentra al suroeste del Pacífico.